# Euphorbia neoparviflora
Euphorbia neoparviflora es una especie fanerógama perteneciente a la familia de las euforbiáceas. Es endémica de Malaui, Tanzania y Zambia.

## Descripción
Es una hierba perennifolia que alcanza un tamaño de 30-50-100 cm de altura, con un rizoma leñoso grueso de ± 3 cm de diámetro, con varios tallos, simples o poco ramificados; la base de las hojas ovaladas, 5,5-10x1-5 cm, estrechándose en un pecíolo alado de ± 1 cm de largo, el ápice agudo, con la nervadura central fuertemente desplomada en la superficie inferior.

## Ecología
Se encuentra en la hierba en los bosques de Brachystegia en los suelos arenosos entre las rocas, grietas de las rocas y en la descomposición del granito en bosques y matorrales de Brachystegia, en las laderas y en termiteros, a una altitud de 548-2100 metros.

## Taxonomía
Euphorbia neoparviflora fue descrita por  Peter Vincent Bruyns y publicado en Taxon  55: 414. 2006.
Etimología
Euphorbia: nombre genérico que deriva del médico griego del rey Juba II de Mauritania (52 a 50 a. C. - 23), Euphorbus, en su honor – o en alusión a su gran vientre –  ya que usaba médicamente Euphorbia resinifera. En 1753 Carlos Linneo asignó el nombre a todo el género.
neoparviflora: epíteto latino con el prefijo neo para diferenciarlo de la especie ya existente de Euphorbia parviflora.
Sinonimia
- Monadenium parviflorum N.E.Br. in D.Oliver & auct. suc. (eds.) (1911).
- Monadenium laeve f. depauperata P.R.O.Bally (1959).
- Monadenium depauperatum (P.R.O.Bally) S.Carter (1987).[5][6]